# Битва при Коронее (447 до н. э.)
Битва при Коронее (447 г. до н. э.) — сражение между Афинами и коалицией государств Средней Греции в ходе Малой Пелопоннесской войны.

## Предпосылки
После победы в битве при Энофитах в 457 г. до н. э. , когда афинские войска под командованием Миронида разбили фиванцев, вся Беотия за исключением Фив перешла под контроль Афин. Фокийцы, жившие в области Фокида к западу от Беотии, признали афинскую гегемонию в противовес Спарте, недавний поход которых в Дориду сделал их смертельными врагами фокидян. Афинам вынужденно подчинились также живущие ещё западнее озольские локры.
Десятилетие афинского правления в Беотии ознаменовалось приходом к власти беотийских демократов и утратой влияния беотийскими олигархами. Афиняне рассчитывали на поддержку беднейших слоёв беотийских городов, но просчитались, так как беотийцы воспринимали демократию как чуждую форму правления, навязанную извне.
В результате хорошо организованного и спланированного заговора сразу в нескольких городах Беотии произошли перевороты, и при поддержке всего населения демократия была ликвидирована.
Во время дебатов в Народном Собрании Афин афинский политик Толмид настаивал на немедленном военном походе несмотря на резкие возражения Перикла. Перикл утверждал, что Афины, не являющиеся сильной сухопутной державой, не смогут удерживать в повиновении многолюдные и богатые территории Средней Греции. Перикл сказал свою знаменитую фразу, что если Толмид и не послушается Перикла, то он не сделает ошибки, если подождёт самого умного советника — времени.
Однако верх взяла позиция Толмида о немедленной интервенции, и его отряд в тысячу афинских гоплитов, к которому присоединились воины из некоторых городов Морского союза, выступил в Беотию. Была взята Херонея — один из главных центров восстания, в котором остался афинский гарнизон. По наступлении осени Толмид направился обратно в Аттику.

## Ход сражения
Афинские войска, возвращавшиеся из Херонеи, попали в прекрасно спланированную засаду. К месту сражения под Коронеей скрытно подошли воины сразу многих городов Беотии, Эвбеи и даже бывшей союзницы Афин Фокиды.
Правильного сражения с боевым построением воинов не было. По афинскому войску, растянувшемуся походной колонной, был нанесён неожиданный удар с большим перевесом сил. Из тысячи афинских гоплитов не спасся никто. В числе павших были военачальник Толмид и Клиний, родственник Перикла и отец Алкивиада.

## Последствия
Рухнуло господство Афин над Беотией и, соответственно, над всей Средней Грецией. Перикл, трезво оценив всеобщую ненависть к Афинам в Средней Греции, не пытался продолжать войну. С Беотией был заключён мир, а взамен признания полной независимости Беотии Афины получили своих граждан, пленённых под Коронеей.
На афинском государственном кладбище за Дипилонскими воротами на братской могиле была установлена надгробная плита с надписью: «Несчастные! Вступив в страшное противоборство в безнадёжной битве, по воле богов вы отдали свою жизнь. Ибо вас погубила не вражеская сила, а расчётливый удар одного из небожителей». Позднее Толмиду в Афинах был установлен памятник.
Поражение Афин вызвало восстание против них Эвбеи, отпадение от них Мегары и вторжение спартанцев в Аттику в 446 г. до н. э. Далее был заключён Тридцатилетний мир между Афинами и Спартой, продлившийся до 431 г. до н. э., когда началась Пелопоннесская война.